# Robinsonia grotei
Robinsonia grotei är en fjärilsart som beskrevs av William Schaus 1895. Robinsonia grotei ingår i släktet Robinsonia och familjen björnspinnare. Inga underarter finns listade.